# Pohlia pseudobarbula
Pohlia pseudobarbula är en bladmossart som beskrevs av H. Crum och Arthur Jonathan Shaw 1982. Pohlia pseudobarbula ingår i släktet nickmossor, och familjen Bryaceae. Inga underarter finns listade i Catalogue of Life.